# Devanahalli
Devanahalli è una città dell'India di 23.190 abitanti, situata nel distretto di Bangalore Rurale, nello stato federato del Karnataka. In base al numero di abitanti la città rientra nella classe III (da 20.000 a 49.999 persone).

## Geografia fisica
La città è situata a 13° 13' 57 N e 77° 41' 57 E e ha un'altitudine di 879 m s.l.m..

## Società

### Evoluzione demografica
Al censimento del 2001 la popolazione di Devanahalli assommava a 23.190 persone, delle quali 12.033 maschi e 11.157 femmine. I bambini di età inferiore o uguale ai sei anni assommavano a 2.764, dei quali 1.425 maschi e 1.339 femmine. Infine, coloro che erano in grado di saper almeno leggere e scrivere erano 15.217, dei quali 8.752 maschi e 6.465 femmine.